# جورج ستيفنز (لاعب كريكت)
جورج ستيفنز (26 أبريل 1889 في المملكة المتحدة - 17 مارس 1950 في المملكة المتحدة) (بالإنجليزية: George Stephens)‏ هو لاعب كريكت بريطاني (وحمل سابقاً جنسية المملكة المتحدة لبريطانيا العظمى وأيرلندا). لعب مع نادي وارويكشاير للكريكيت ‏.

## وصلات خارجية
- جورج ستيفنز على موقع إي آس بي آن كريك إنفو (الإنجليزية)